# Tsukihana
"Tsukihana" (tiếng Nhật: 月華, phiên âm Hán-Việt: Nguyệt hoa) là bài hát của Kitade Nana. Đây là đĩa đơn thứ 14 của cô. Bài hát được dùng làm OP 1 cho anime series Jigoku Shoujo Mitsuganae. Track 2 "Kagami no Kuni no Aria" (鏡の国のアリア - vùng đất ảo ảnh) được sử dụng làm nhạc nền cho bộ phim kinh dị "My Bloody Valentine 3D" khi trình chiếu ở Nhật Bản. Kitade Nana cũng lồng tiếng cho nhân vật Megan trong bộ phim.
Những ấn bản bình thường của đĩa đơn này được bán kèm với một tấm bưu thiếp "Lá thư từ Hades: tấm bưu thiếp u buồn". Những ấn bản với số lượng có hạn còn được tặng thêm một dây đeo điện thoại di động hình một con búp bê rơm màu hồng đậm làm theo hình dáng của con búp bê trong "Jigoku Shoujo Mitsuganae".
Bài hát xếp hạng 22 trên bảng xếp hạng Oricon của Nhật Bản.

## Danh sách track
1. 月華-tsukihana-
2. 鏡の国のアリア
3. マノン
4. 月華-tsukihana-～地獄少女 三鼎 オープニングVer.～
5. 月華-tsukihana-～Instrumental～